# Марот
Марот (нем. Maroth) — община в Германии, в земле Рейнланд-Пфальц. 
Входит в состав района Вестервальд. Подчиняется управлению Зельтерс (Вестервальд).  Население составляет 251 человек (на 31 декабря 2010 года). Занимает площадь 3,43 км².